# Miss Univers Kosovo
 (octobre 2011).
Si vous disposez d'ouvrages ou d'articles de référence ou si vous connaissez des sites web de qualité traitant du thème abordé ici, merci de compléter l'article en donnant les références utiles à sa vérifiabilité et en les liant à la section « Notes et références ».

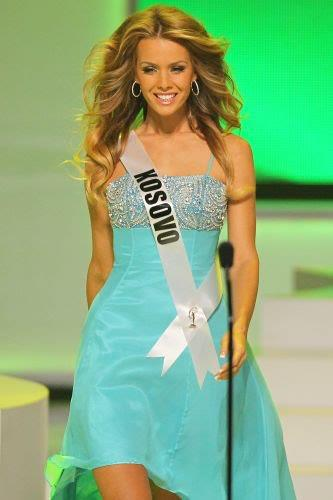
FADIL BERISHA

Miss Univers Kosovo est un concours de beauté féminin, pour les jeunes femmes résidant au Kosovo, pour représenter la région au concours de Miss Univers.
Le concours est créé en 2008.

## Historique
Le 4 avril 2008, le photographe Fadil Berisha, spécialiste des photos officielles de Miss Univers, fonde l'élection Miss Univers Kosovo. Il inaugure la première édition : Zana Krasniqi est couronnée et représente le Kosovo à l'élection de Miss Univers 2008.
C'est la première apparition du Kosovo dans un concours de Miss Univers après la déclaration d'indépendance du pays le 17 février 2008.

## Palmarès
| Année | Nom               | Classement à Miss Univers |
| ----- | ----------------- | ------------------------- |
| 2008  | Zana Krasniqi     | Top 10                    |
| 2009  | Marigona Dragusha | 2ère dauphine             |
| 2010  | Kështjella Pepshi |                           |
| 2011  | Afërdita Dreshaj  | Top 15                    |
| 2012  | Diana Avdiju      |                           |